# キヌプリスチン・ダルホプリスチン
キヌプリスチン・ダルホプリスチン（Quinupristin/Dalfopristin）は、2つのストレプトグラミン系抗生物質キヌプリスチン：ダルホプリスチンの3：7（重量比）混合物である。バンコマイシン耐性のエンテロコッカス・フェシウムによる各種感染症に用いられる。商品名シナシッド。日本では2003年5月に販売開始され、2019年2月に販売が中止された（経過措置満了2020年3月末）。
キヌプリスチンおよびダルホプリスチンは共にプリスチナマイシンの誘導体である。キヌプリスチンはプリスチナマイシンIAから、ダルホプリスチンはプリスチナマイシンIIAから得られた。

## 用法・用量
1回7.5mg/kg、1日3回、60分掛けて点滴静注する。副作用防止の観点から、急速静注は禁止されている。また静脈炎の防止のため、本剤投与直後に5%ブドウ糖液で静脈をフラッシュする。重篤な肝障害のある患者では原則禁忌であるが、止むなく投与する場合は減量を考慮する。
バンコマイシン耐性エンテロコッカス・フェシウム（VREF）感染症に対してのみ有用性が認められている。

## 作用機序
キヌプリスチンおよびダルホプリスチンは共に蛋白質合成阻害剤であり、併用する事で相乗効果を発揮する。それぞれ単剤では静菌作用しか持たないが、併用する場合は殺菌作用を持つ。
- キヌプリスチンはリボソームの50Sサブユニット近辺に結合し、ポリペプチドの伸長を阻害する[2]。
- ダルホプリスチンは50Sサブユニットの23S部位に結合し、コンフォメーションを変えてキヌプリスチンとの親和性を高める働きをする[2]。同時に、ペプチジル転移反応を阻害する[2]。

## 薬物動態学
肝臓で代謝され、血中半減期は1〜3時間である。効果は9〜10時間持続する。

## 副作用
重大な副作用として、ショック、アナフィラキシー（0.1%未満）、汎血球減少症（0.1%未満）、貧血（0.22%）、血小板減少症、肝炎（0.1%未満）、肝機能障害（0.1%未満）、黄疸、心室細動、心室性期外収縮（0.1%未満）、心停止（0.1%未満）、偽膜性大腸炎（0.1%未満）、肺炎(0.26%)、尿路感染症、敗血症（0.1%未満）、呼吸不全、無呼吸、低換気、低酸素症、脳出血（0.1%未満）、消化管出血（0.1%未満）、血尿（0.1%未満）、痙攣、血栓性静脈炎、腸間膜動脈閉塞症 が添付文書に記載されている。
他に注意すべき副作用として、関節痛、筋肉痛、嘔気、嘔吐、下痢、発赤、瘙痒感、頭痛、静脈炎、高ビリルビン血症がある。

## 相互作用
肝チトクロームP450(CYP3A4)を阻害するので、アステミゾール、インジナビル、ミダゾラム、カルシウム拮抗薬、ワルファリン、シサプリド、シクロスポリン等の血中濃度を上昇させる。